# Ringspitz
Die Ringspitz ist ein markanter Berg an der Westseite des Tegernsees. Sie erhebt sich dort oberhalb des dortigen Ringsees und bildet das östliche Ende des kurzen Bergrückens Ringberg.
Der Gipfel ist meist unmarkiert über am Ende steile Bergwiesen erreichbar. Am Gipfel befinden sich zwei Gipfelkreuze, das Hauptkreuz und ein kleineres weiteres in einer Sichtschneise zum Tegernsee.

## Galerie

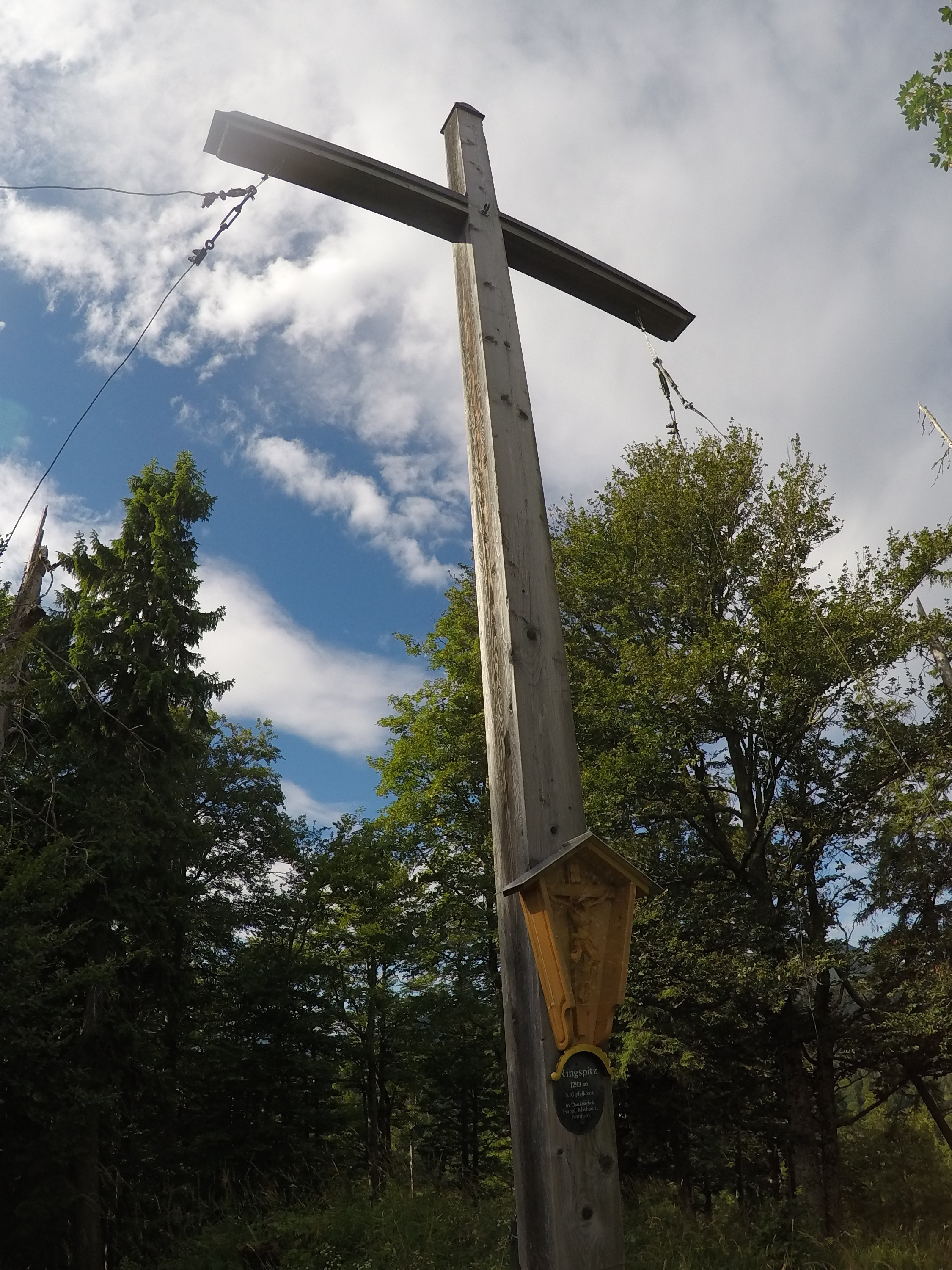
Gipfelkreuz